# مونیک کویت
مونیک کویت (انگلیسی: Monique Covét؛ زاده ۱۴ ژوئیهٔ ۱۹۷۶) یک بازیگر پورنوگرافی اهل مجارستان است.